# أندي سوليفان
أندي سوليفان (بالإنجليزية: Andy Sullivan)‏ هو لاعب كرة قاعدة أمريكي، ولد في 30 أغسطس 1884 في Southborough, Massachusetts ‏ في الولايات المتحدة، وتوفي في 14 فبراير 1920 في فرامينغهام في الولايات المتحدة.

## وصلات خارجية
- أندي سوليفان على موقعبيزبول رفرنس.كوم (الدوري الرئيسي) (الإنجليزية)
- أندي سوليفان على موقعبيزبول رفرنس.كوم (الدوري الثانوي) (الإنجليزية)